# Vikram Sambat
| Name     | Dauer   | Int. Zeitrechnung |
| -------- | ------- | ----------------- |
| Baishak  | 31 Tage | April/Mai         |
| Jesth    | 31 Tage | Mai/Juni          |
| Ashad    | 32 Tage | Juni/Juli         |
| Sawan    | 32 Tage | Juli/August       |
| Bhadau   | 31 Tage | August/September  |
| Ashwin   | 30 Tage | September/Oktober |
| Kartik   | 30 Tage | Oktober/November  |
| Mangshir | 29 Tage | November/Dezember |
| Poush    | 30 Tage | Dezember/Januar   |
| Magh     | 29 Tage | Januar/Februar    |
| Falgun   | 30 Tage | Februar/März      |
| Chaitra  | 30 Tage | März/April        |

Vikram Sambat ist der offizielle Kalender Nepals. Er ist ein Lunisolarkalender.
Vikram Sambat (V.S.) basiert auf alter Hindu-Tradition. Der Kalender ist nach dem König Vikramaditya Samvat benannt und richtet sich nach den Mondphasen und ist dem christlichen Kalender 56,7 Jahre voraus (Beispiel: Das Jahr 2000 entspricht dem Jahr 2056/7 des Vikram Sambat). Das neue Jahr beginnt am 13. April. Jeder Monat beginnt in der Mitte des christlichen Monats. Verwendung findet der Vikram Sambat hauptsächlich im öffentlichen Dienst, der Presse und im Königshaus. Das Jahr hat 12 Monate, die sich von den abendländischen Kalendermonaten unterscheiden.
Außerdem gibt es die Shakya-Sambat-Zeitrechnung, die Nepal-Sambat-Zeitrechnung/Newar-Sambat-Zeitrechnung und den tibetischen Kalender (Bot Gyalo).
Die Shakya-Sambat-Zeitrechnung wird von den Astrologen für ihre Berechnungen genutzt. Diese Zeitrechnung beginnt mit der Thronbesteigung von König Salivahan, der König Soma Kant im Jahre 77/78 v. Chr. besiegte.
Die Nepal-Sambat-Zeitrechnung wurde von den Malla-Königen eingeführt. Das neue Jahr beginnt hier Mitte November. Beginn dieser Zeitrechnung ist 879 Jahre nach der christlichen Zeitrechnung. 
Bot Gyalo (Tibetisch: bod rgyal lo) – der tibetische Kalender – wird von den geflüchteten Tibetern und den Sherpas im Norden benutzt und beruht auf dem tantrischen Kalachakra-System, das im Jahre 1026 nach Tibet gebracht wurde. Es werden blumige Namen verwendet, die sich aus dem „Rad der Zeit“ ableiten.
Zeitrechnung im 60-Jahres-Zyklus, bestehend aus 5 Elementen (Holz, Feuer, Erde, Eisen, Wasser) und 12 Tierzeichen (Maus, Ochse, Tiger, Hase, Drache, Schlange, Pferd, Schaf, Affe, Vogel, Hund, Schwein). Die Kombination ergibt den Jahresnamen. 60 Kombinationen sind innerhalb eines Zyklus möglich.